# Alamin Mohammed Seid
Alamin Mohammed Seid (arabe : الأمين محمد سيد; né en 1946–1947 –mort le 15 November 2021) était un politicien érythréen.
Il est né à Massawa en Erythrée.
Alamin a été impliqué dans la Guerre d'indépendance de l'Erythrée depuis 1964, lorsqu'il a rejoint le Front de libération de l'Érythrée. Il a ensuite rejoint ce qui allait devenir le Front populaire de libération de l'Érythrée (FPLE) en 1970. Pendant la guerre d'indépendance, il a dirigé le département des relations étrangères du FPLE.
Alamin a également été brièvement ministre de l'Information et de la Culture. Lui et Isaias Afewerki étaient les deux seuls membres du comité exécutif du FPLE à faire partie du conseil exécutif du Front populaire pour la démocratie et la justice lors du troisième congrès. Lors de ce congrès, il a été élu au poste de secrétaire, où il a exercé ses fonctions.